# Mario Barco
Mario Barco Vilar (Estella, 23 dicembre 1992) è un calciatore spagnolo, attaccante dell'Inter Kashi.

## Carriera
Ha giocato nella seconda divisione spagnola.

## Statistiche

### Presenze e reti nei club
Statistiche aggiornate al 27 aprile 2025.
| Stagione               | Squadra                | Campionato             | Campionato | Campionato | Coppe nazionali | Coppe nazionali | Coppe nazionali | Coppe continentali | Coppe continentali | Coppe continentali | Altre coppe | Altre coppe | Altre coppe | Totale | Totale |
| Stagione               | Squadra                | Comp                   | Pres       | Reti       | Comp            | Pres            | Reti            | Comp               | Pres               | Reti               | Comp        | Pres        | Reti        | Pres   | Reti   |
| ---------------------- | ---------------------- | ---------------------- | ---------- | ---------- | --------------- | --------------- | --------------- | ------------------ | ------------------ | ------------------ | ----------- | ----------- | ----------- | ------ | ------ |
| 2012-2013              | UD Logroñés            | SDB                    | 33         | 9          | CR              | 1               | 0               |                    | -                  | -                  |             | -           | -           | 34     | 9      |
| 2013-2014              | Bilbao Athletic        | SDB                    | 32         | 5          |                 | -               | -               |                    | -                  | -                  |             | -           | -           | 32     | 5      |
| 2014-gen. 2015         | Bilbao Athletic        | SDB                    | 11         | 0          |                 | -               | -               |                    | -                  | -                  |             | -           | -           | 11     | 0      |
| Totale Bilbao Athletic | Totale Bilbao Athletic | Totale Bilbao Athletic | 43         | 5          |                 | -               | -               |                    | -                  | -                  |             | -           | -           | 43     | 5      |
| gen.-giu. 2015         | Barakaldo              | SDB                    | 13         | 6          |                 | -               | -               |                    | -                  | -                  |             | -           | -           | 13     | 6      |
| 2015-2016              | Somozas                | SDB                    | 33         | 8          |                 | -               | -               |                    | -                  | -                  |             | -           | -           | 33     | 8      |
| 2016-2017              | Pontevedra             | SDB                    | 25         | 12         |                 | -               | -               |                    | -                  | -                  |             | -           | -           | 25     | 12     |
| 2017-2018              | Lugo                   | SD                     | 23         | 5          | CR              | 0               | 0               |                    | -                  | -                  |             | -           | -           | 23     | 5      |
| 2018-2019              | Cadice                 | SD                     | 8          | 0          | CR              | 1               | 0               |                    | -                  | -                  |             | -           | -           | 9      | 0      |
| 2019-2020              | Mirandés               | SD                     | 17         | 3          | CR              | 2               | 0               |                    | -                  | -                  |             | -           | -           | 19     | 3      |
| 2020-2021              | Mirandés               | SD                     | 13         | 0          | CR              | 0               | 0               |                    | -                  | -                  |             | -           | -           | 13     | 0      |
| Totale Mirandés        | Totale Mirandés        | Totale Mirandés        | 30         | 3          |                 | 2               | 0               |                    | -                  | -                  |             | -           | -           | 32     | 3      |
| 2021-2022              | Castellón              | PDR                    | 9          | 3          | CR              | 0               | 0               |                    | -                  | -                  |             | -           | -           | 9      | 3      |
| 2023-2024              | Inter Kashi            | IL                     | 20         | 12         | SC              | 4               | 2               | -                  | -                  | -                  | -           | -           | -           | 24     | 14     |
| 2024-2025              | Inter Kashi            | IL                     | 9          | 4          | SC              | 2               | 0               | -                  | -                  | -                  | DC          | 3           | 0           | 14     | 4      |
| Totale Inter Kashi     | Totale Inter Kashi     | Totale Inter Kashi     | 29         | 16         |                 | 6               | 2               |                    | -                  | -                  |             | 3           | 0           | 38     | 18     |
| Totale carriera        | Totale carriera        | Totale carriera        | 246        | 67         |                 | 10              | 2               |                    | -                  | -                  |             | 3           | 0           | 259    | 69     |

## Palmarès
- I-League: 1

Inter Kashi: 2024–2025